# Paolo Calione
Paolo Fabrizio Calione Fuentes (Canelones, Departamento de Canelones, Uruguay 22 de mayo de 2006) es un futbolista uruguayo que juega de defensa central en el Club Nacional de Football de la Primera División de Uruguay.

## Trayectoria

### Nacional
Tras realizar todo el baby fútbol en el club Fátima de su Canelones natal,  jugó dos años y medio en Defensor Sporting, medio año en Liverpool, y se incorporó a la Sub-13 de Nacional, donde jugó los primeros meses de prueba como volante central, hasta que el entrenador Yamandú Aispurú lo pasó a la zaga.
En Nacional realizó toda la escala de formativas, e integró el banco del primer equipo por primera vez el 15 de setiembre de 2024, para el partido ante Montevideo Wanderers por el Campeonato Uruguayo 2024.
Su debut como profesional se dio el 16 de marzo de 2025 en partido ante Racing Club de Montevideo, cuando ingresó a los 66 minutos de partido en lo que sería victoria por 1-0 de su equipo.

## Selecciones nacionales
En 2021 integró los trabajos trabajos de la selección sub-15 que dirigía Alejandro Garay, y en 2022 comenzó a ser citado por Diego Demarco para la sub-17, siendo el capitán del combinado juvenil que disputó el Sudamericano Sub-17 de Ecuador 2023, en el cual disputó los 4 partidos de su selección. 
En 2025 fue citado por Fabián Coito al Sudamericano Sub-20 de Venezuela 2025, en donde disputó 5 partidos.
El 17 de marzo de 2025, un día después de su debut como profesional, se confirma su primera convocatoria a la selección mayor.